# والری زالوژنی
والری فدوروویچ زالوژنی (اوکراینی: Валерій Федорович Залужний ; زاده ۸ ژوئیه ۱۹۷۳) نظامی اوکراینی، ارتشبد، فرمانده کل نیروهای مسلح اوکراین (از ۲۷ ژوئیه ۲۰۲۱) و عضو شورای امنیت ملی و دفاع اوکراین (از ۲۸ ژوئیه ۲۰۲۱) است.
او فرمانده عملیات شمال (۲۰۱۹–۲۰۲۱)، رئیس ستاد مشترک عملیاتی نیروهای مسلح اوکراین - معاون اول فرماندهی نیروهای مشترک (۲۰۱۸)، رئیس ستاد - معاون اول فرماندهی عملیات غرب (۲۰۱۷))، فرمانده تیپ ۵۱ مکانیزه جداگانه (۱۳۸۸–۱۳۹۱) بوده‌است.

## زندگی‌نامه
در سال ۱۹۸۹ از مدرسهٔ شمارهٔ ۹ شهر فارغ‌التحصیل شد و وارد دانشکدهٔ فنی ماشین‌سازی نووگراد-ولین شد که در سال ۱۹۹۳ با درجهٔ ممتاز فارغ‌التحصیل شد.
او بعداً وارد دانشکدهٔ نظامی عمومی مؤسسهٔ نیروهای زمینی اودسا شد. در سال ۱۹۹۷ با درجهٔ ممتاز از مؤسسه فارغ‌التحصیل شد و پس از آن کلیه مراحل خدمت سربازی را گذراند.

## درجه‌های نظامی
- سرلشکر (۲۳ اوت ۲۰۱۷)[۱]
- سپهبد (۲۴ اوت ۲۰۲۱)
- ارتشبد (۴ مارس ۲۰۲۲).